# Доверие (фильм, 1976)
«Доверие» (хинди शक, Shaque) — индийский триллер на языке хинди режиссёров Викаса Десаи и Аруны Радж, вышедший в прокат в 1976 году. За роли в фильме Винод Кханна и Фарида Джалал были номинированы на Filmfare Award за лучшую мужскую роль и лучшую женскую роль второго плана соответственно.

## Сюжет
Когда в офисе, где работал Винод Джоши, произошло убийство и пропало огромное количество денег, он стал единственным свидетелем на судебном процессе по этому делу. Перед смертью убитый пробормотал имя Субраманьяма, и Джоши, увидев, как убегающий силуэт в темноте, придерживался версии, что тот и есть убийца. Субраманьяма осудили на основании показаний Джоши и отправили в тюрьму.
Спустя десять лет Мина, жена Винода, получает письмо от некого Маан Сингха, в котором говорится, что настоящим убийцей и вором был её муж. То, что их семья разбогатела сразу после того случая, заставляют её подозревать, что всё это правда. Она навещает жену Субраманьяма и выясняет, что та живёт в нищете. После этого она идёт к Маан Сингху, и тот обещает никому не рассказывать правды, если она даст ему денег на лечение. 
У Маан Сингха есть прелестная жена Розита, которая предупреждает Мину держаться подальше. Убийство Розиты дает новый поворот в истории, поскольку Джоши становится главным подозреваемым.

## В ролях
- Винод Кханна — Винод Джоши
- Шабана Азми — Мина Джоши
- Утпал Датт — Маан Сингх
- Бинду — Росита
- Дурга Кхоте — миссис Баннерджи
- Фарида Джалал — жена Субраманьяма
- Арвинд Дешпанде — Субраманьям